# Сіхасапа

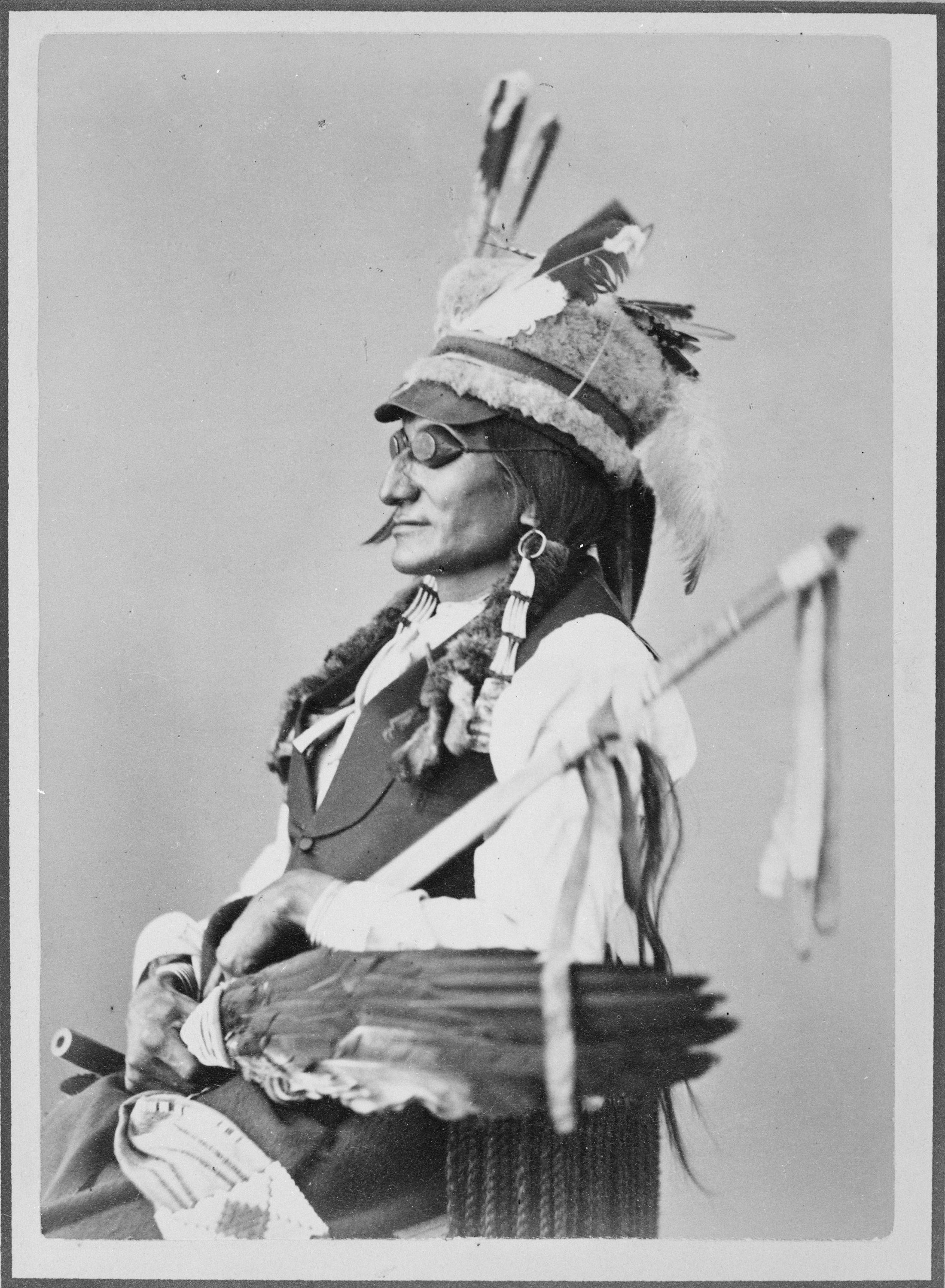
Сидячий Ворон/Кангі Іотанке (Ках-Ре-Ео-Тах-Ке), чоловік Сіхасапа Лакота зі Стендінг-Рок

Сіхаса́па або чорноногі сіу — це підплем'я племені лакота, тітонван або тетон.
Сіхасапа — це лакотське слово для «чорноногих», тоді як сіксікава має те саме значення в мові чорноногих. Як результат, сіхасапа має ту саму англійську назву, що і Конфедерація чорноногих, і нації іноді плутають між собою.
Сіхасапа жили в західній Дакоті на Великих рівнинах, а отже, серед рівнинних індіанців. Сьогодні їх офіційним місцем проживання є резервація Стендінг-Рок у Північній та Південній Дакоті та резервація річки Шаєн в Південній Дакоті, де також розташовані ітазіпчо (Без луків), міннеконжу (Люди, які живуть біля води) та оохенунпа (Два чайники), усі племена лакоти.

## Племена
У 1880 році Джон Грас подав список груп (тіспей) сіхасапи:
- Sihasapa-Hkcha або Sihasapa qtca («Справжні чорноногі»)
- Kangi-shun Pegnake або Kanxicu pegnake («Прикраси для волосся з пір'я ворони» або «Носить у волоссі пір'я ворона»)
- Glaglahecha або Glagla heca («Недбалий», «неохайний» або «Лінивий, щоб зав'язувати свої мокасини»)
- Wazhazha або Wajaje («Osage»), плем'я убитого орла
- Хохе («Повстанці, тобто ассінібойни»)
- Wamnuga Owin або Wamnugaoin («Сережки Каурі-Шелл» або «Прикраси для вух або підвіски»)

## Відомі сіхасапа
- Заряджений грім (1877—1929). Подорожував до британського Солфорда у віці двадцяти шести років у якості частини виставки Дикого Заходу Баффало Білла в 1903 році, і залишився в Лондоні, коли шоу поїхало з міста. Він одружився з Джозефіною, американською дресувальницею коней, яка незабаром народила їхнього первістка Бессі, і вони разом оселилися в Дарвені, перш ніж переїхати до Гортона. Його ім'я було змінено на Джордж Едвард Вільямс, після реєстрації в британських властях, щоб дати йому можливість знайти роботу. Вільямс багато років працював у зоопарку Беллє Ву як охоронець слонів. Помер від пневмонії у віці п'ятдесяти двох років 28 липня 1929 року. Похорон був на цвинтарі Гортона.[2]
- Джон Грасс
- Вбити Орла
- Плазун[джерело?]